# Јохан Верт
Јохан Верт (1592-1652) био је аустријски генерал, један од најспособнијих коњичких команданата царске (хабсбуршке) војске у тридесетогодишњем рату.

## Тридесетогодишњи рат
Учествовао је у бици на Белој гори (1620). После тога налазио се у саставу шпанских снага генерала Спиноле, а од 1631. у баварској војсци. Допринео је победи цареваца у бици код Нердлингена (1634). У бици код Рајфелдена заробљен је 1638, а ослобођен 1642. При крају тридесетогодишњег рата командовао је целокупном коњицом царске (хабсбуршке) војске.